# Para-assaipalm

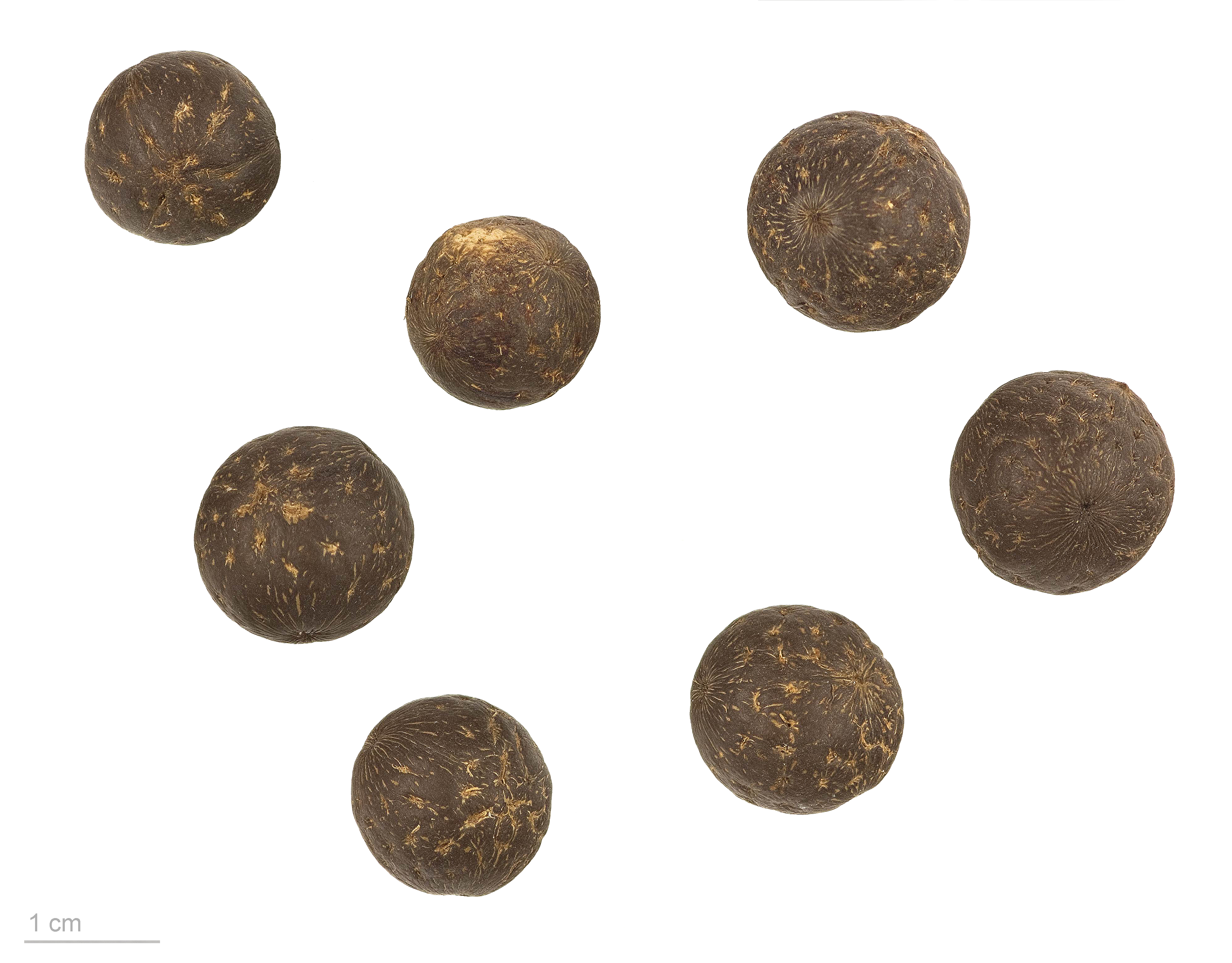
Euterpe oleracea, frukter.

Para-assaipalm eller bara assaipalm (Euterpe oleracea) är en art inom palmsläktet Euterpe i familjen palmer som växer i fuktiga områden i norra Sydamerika; på Antillerna och i tropiska Anderna från Guyanas högland ner till södra Brasilien. Arten odlas även som krukväxt i Sverige.
Palmens svartlila, vindruvsliknande frukt kallas assai eller açaí. Frukten används bland annat i energidrycker, godis och glass och är rik på såväl antioxidanter som fibrer och järn.
Trädet är högväxt med sirligt hängande bladflikar och små, svartblå bär som inte producerar någon fruktos.
De unga bladskotten äts som palmkål och fruktköttet används även för beredning av palmvin. Den närbesläktade jussarapalmen odlas främst för det ätbara innandömets skull (palmhjärta/palmkål).